# ボンヂ・ド・ホレ
ボンヂ・ド・ホレ (Bonde Do Rolê) は2005年にブラジル、クリチバで結成されたバイレファンキバンド。
ちなみにバイレファンキとはFunk Carioca (リオデジャネイロからのファンクの意)という音楽が流されているダンスパーティーのことを指し、音楽のみを指している訳ではない。
プロデューサー兼DJのDiploによりデビューした。
2006年に同郷のカンセイ・ジ・セール・セクシーとツアーを開始し、2007年、ファーストアルバム『With Laser』を発表した。
12月11日、マリナが脱退を発表した。

## 現在
現在はツアー中。（しかしマリナ脱退のためツアーキャンセル中。）
ペドロとゴーキーで新しいMCを探している。

## ディスコグラフィー

### アルバム
- 2007 With Lasers (Domino Records)

### シングル
- 2006 "Melô do Tabaco" (Slag Records/Mad Decent)
- 2007 "Solta o Frango"/"James Bonde" (Slag Records/Mad Decent)
- 2007 "Office Boy" (Domino Records) #75 UK

## 関連バンド
- カンセイ・ジ・セール・セクシー - 同郷のバンド。2006年のツアー中、マリナが客の中にダイブをした後、ステージへ戻る時にステージ前で落下し骨折をした。病院へ運ばれている間、代わりにCSSがステージへ出て残りのメンバーと曲を演奏した。ちなみにその時の模様はYouTubeにアップロードされている[1]。